# Wurmbea graniticola
Wurmbea graniticola är en tidlöseväxtart som beskrevs av Terry Desmond Macfarlane. Wurmbea graniticola ingår i släktet Wurmbea och familjen tidlöseväxter. Inga underarter finns listade i Catalogue of Life.